# Sport Live
Sport Live er en dansk tv-kanal, der udelukkende viser sport. Kanalen startede 1. august 2019 og ejes af F3 Mediagroup A/S. Kanalen er en selvudnævnt public-service kanal for dansk idræt. En kanal, der ikke er en konkurrent til de store sports-tv-kanaler som Danmarks Radio, TV 2, Viaplay m.fl. da man ikke satser på de store mainstream sportsrettigheder, men i stedet vil dyrke nichesportsgrenene og de mindre kendte sportsrettigheder.
Kanalen blev købt af Danske Spil som den tidligere Dantoto-kanal, der udelukkende viste travsport. Sport Live viste primært også travsport de første år i kanalens levetid, men pr. december 2024 er al travsport udfaset på kanalen. I stedet satser man på sportsgrene som basketball, futsal, boksning, dansk amerikansk fodbold, floorball, volleyball, tennis, padel og meget mere.
Sport Live er bl.a. rettighedshaver på Basketligaen, Futsal Ligaen, futsal-landskampe, Nationalligaen, TK Fight Night og VM i floorball.